# Stazione di Mezzana (Francia)
La stazione di Mezzana (in francese: Gare de Mezzana, in corso: Gara di Mezzana) è una stazione ferroviaria della linea Bastia – Ajaccio storicamente a servizio della Valle di Mezzana (da cui prende il nome) e del comune di Sarrola-Carcopino in cui è posta.
Di proprietà della Collectivité Territoriale de la Corse (CTC), è gestita dalla Chemin de fer de la Corse (CFC).

## Storia
Lo scalo fu aperto nel 1888, assieme al tronco Ajaccio – Bocognano
Nel 2009, la stazione è diventata uno dei capolinea della "sezione periferica di Ajaccio", che offre cinque collegamenti quotidiani con la capitale della Corsica. Il tempo di viaggio tra Ajaccio e Mezzana è di circa 12 minuti.
Il 12 luglio 2010 è stato inaugurato un parcheggio scambiatore da 50 posti realizzato nei pressi del fabbricato viaggiatori, al fine di favorire l'intermodalità tra auto e mezzi pubblici e di decongestionare il traffico stradale nel centro di Ajaccio.

## Strutture ed impianti

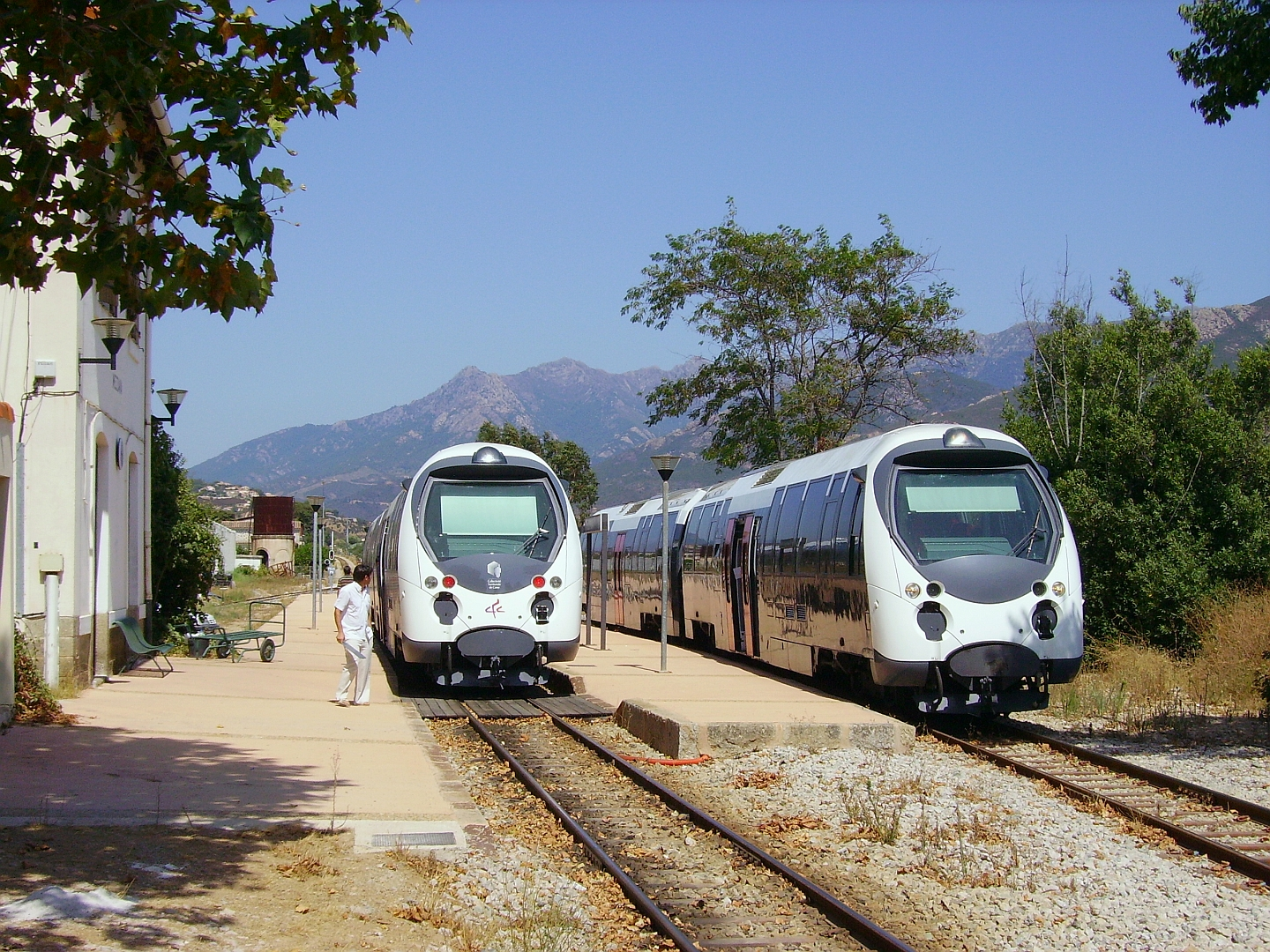
Su treni AMG 800 nella stazione di Mezzana

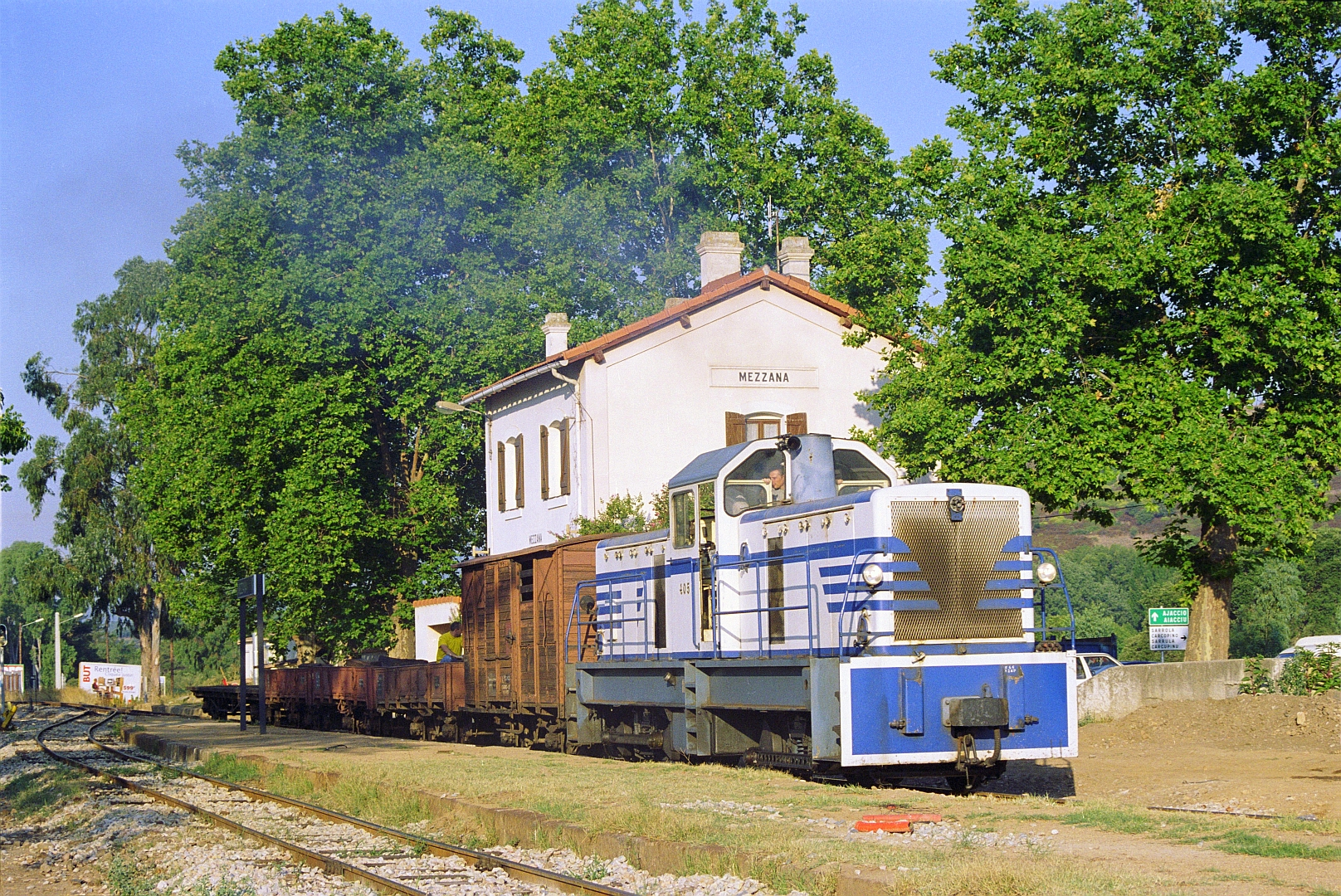
Treno merci nel 2000

Lo scalo è dotato del tipico fabbricato viaggiatori delle piccole stazioni delle linee corse.
Lo scalo merci è posto sul lato Bastia, a nord del fabbricato viaggiatori, ed è dotato di piano caricatore servito da binario tronco. Il relativo magazzino merci non è stato abbattuto, ma risulta inglobato in un edificio che ospita un bar-ristorante.
Il piazzale risulta composto da due binari: quello di corsa e quello dedicato agli incroci ed alle precedenze. È presente la torre dell'acqua: un cilindro in ferro che poggia sopra una struttura in muratura.

## Movimento
Presso l'impianto termina la linea vicinale proveniente dalla stazione di Aiaccio ed inaugurata nel 2009. La stazione è anche servita dai treni della Bastia – Ajaccio.